# Charles Mondjo
Charles Richard Mondjo (ur. 28 stycznia 1954 w Brazzaville) – kongijski żołnierz i polityk, minister obrony narodowej. Od 2002 do 2012 był szefem sztabu generalnego wojska kongijskiego.

## Życiorys
Charles Mondjo urodził się 28 stycznia 1954 roku w Brazzaville. Jest synem byłego ministra spraw zagranicznych i ambasadora Nicolasa Mondjo, etnicznie pochodzi z ludu Mbosi. Uczył się w szkole Saint-François Xavier w Boundji w departamencie Cuvette oraz w Jeanne-d'Arc et Javouhey w Brazzaville, tamże ukończył również liceum. Studiował na École militaire préparatoire Général-Leclerc w Brazzaville, w Szkole Oficerskiej NAL dla Zagranicznych Kadr Wojskowych w Prorze w NRD oraz w Wojskowej Akademii Wojsk Pancernych im. Marszałka Związku Radzieckiego R.J. Malinowskiego w Moskwie w ZSRR. Posiada tytuł magistra nauk wojskowych oraz dyplom dowódcy plutonu pancernego.
Pełnił liczne funkcje wojskowe m.in. szefa sekcji i dowódcy pierwszej kompanii pierwszego batalionu w ośrodku szkoleniowym Makola; szefa sztabu piętnastego batalionu piechoty zmechanizowanej w Pointe-Noire; szefa sztabu i dowódcy pierwszego pułku pancernego w Brazzaville; dziekana na Académie militaire Marien-Ngouabi w Brazzaville; dowódcy strefy wojskowej nr 1 w Pointe-Noire.

## Kariera polityczna
20 grudnia 2002 roku został mianowany szefem sztabu generalnego wojska kongijskiego. 25 września 2012 roku został zaprzysiężony w skład rządu na stanowisku ministra obrony narodowej. Na stanowisku szefa sztabu generalnego zastąpił go Guy Blanchard Okoï, obowiązki zostały mu przekazane podczas oficjalnej ceremonii 7 listopada 2012 roku. Jako minister był odpowiedzialny między innymi za ratyfikowanie umowy o współpracy wojskowej pomiędzy Kongiem, a Rosją, w ramach której Rosja miała wysłać specjalnych doradców, których zadaniem miało być szkolenie kongijskich techników w kontekście naprawy sprzętu wojskowego rosyjskiego pochodzenia.
Po utworzeniu nowego rządu przez premiera Anatole Collinet Makosso 15 maja 2021 roku, został ponownie powołany na stanowisko ministra obrony narodowej.

## Życie prywatne
Charles Mondjo jest żonaty i ma czwórkę dzieci. Porozumiewa się w języku francuskim, rosyjskim oraz niemieckim.

## Wyróżnienia i odznaczenia
- Order Kongijski Zasługi – Grand officier[11]
- Narodowy Order Pokoju (fr. Ordre National de la Paix) – Grand officier[11]
- Krzyż Waleczności Wojskowej (fr. Croix de la Valeur militaire)[11]
- Order Narodowy Legii Honorowej – Oficer[11]